# Добровільне соціальне страхування
Добровільне соціальне страхування — страхування громадян, які займаються підприємницькою діяльністю, заснованою на особистій власності та винятково особистій праці, а також інших громадян, які мають свідоцтво на право займатися індивідуальною діяльністю, та їхніх помічників. Вони мають право на всі види забезпечення з державного соціального страхування, встановлені для робітників, службовців і членів кооперативів, за умови сплати страхових внесків до Фонду соціального страхування України. Внески сплачуються з доходів за тарифами, які встановлює Кабінет Міністрів України. Розмір доходу визначається в порядку, передбаченому чинним законодавством. Громадяни, які займаються підприємницькою діяльністю за патентом, сплачують внески з тієї суми доходу, з якої визначається плата за патент. Виплату всіх видів забезпечення з державного соціального страхування вказаним громадянам здійснює орган, у якому громадяни зареєстровані як страхувальники (профспілковий орган або орган Фонду соціального страхування України за місцем проживання). Підставою для виплати є відповідно оформлені документи. Порядок обчислення допомоги, інших видів забезпечення з соціального страхування та розміри їх встановлюються чинним законодавством (Постанова Кабінету Міністрів України від 2.06.1993 „Питання соціального страхування").